# Alberto Ascherio
Alberto B. Ascherio (* 1953 in Italien) ist ein Epidemiologe und Ernährungsmediziner an der Harvard University. Er ist vor allem für seine Arbeiten zu den Risikofaktoren der Multiplen Sklerose bekannt.

## Leben und Wirken
Ascherio wuchs in Mailand auf und schloss 1978 an der Universität Mailand sein Studium der Medizin ab. Nach mehrjähriger Tätigkeit in Medizin und Gesundheitswesen in Lateinamerika und Afrika und einem Diplom in Tropenmedizin der University of London (1983) erwarb er an der Harvard University 1989 einen Master in Public Health und 1992 bei Walter Churchill Willett einen Ph.D. in Epidemiologie. Anschließend wurde er Mitglied der Lehrkörpers der Harvard University. Hier ist er heute (Stand 2025) Professor für Epidemiologie und Ernährung sowie Professor für Innere Medizin am Brigham and Women’s Hospital.
Alberto Ascherio und Mitarbeiter befassen sich mit den Ursachen neurodegenerativer Erkrankungen wie Multiple Sklerose (MS), Parkinson-Krankheit (PD), Amyotrophe Lateralsklerose (ALS) und allgemein des kognitiven Abbaus. Hierzu analysieren sie Daten aus großen Längsschnittstudien wie der Nurses’ Health Study, große Datenbanken mit Gesundheitsdaten und Blutproben von Militärangehörigen oder nationale Register wie das dänische MS-Register oder das finnische Mutterschaftsregister. Es konnten Risikofaktoren für MS (Tabakrauchen, Vitamin-D-Mangel, kindliches Übergewicht und insbesondere die Infektion mit dem Epstein-Barr-Virus), für PD (Exposition mit Pestiziden, geringe Aufnahme von Koffein, Bewegungsmangel) und für ALS (Tabakrauchen, Militärdienst, niedriger Body-Mass-Index) identifiziert werden. Jüngere Arbeiten befassen sich mit den Risikofaktoren für Depression und für Autismus.
Ascherio ist Autor oder Co-Autor von mehr als 400 wissenschaftlichen Veröffentlichungen. Er hat laut Google Scholar einen h-Index von 169, laut Datenbank Scopus einen von 139 (jeweils Stand August 2025).

## Auszeichnungen (Auswahl)
- 2014 Ehrendoktorat der Syddansk Universitet[4]
- 2024 Ehrendoktorat der Universität Bergen[5]
- 2025 Breakthrough Prize in Life Sciences[6] (gemeinsam mit Stephen L. Hauser)[7]